# Muntiacus reevesi
Muntiacus reevesi är en däggdjursart som först beskrevs av Ogilby 1839.  Muntiacus reevesi ingår i släktet Muntiacus och familjen hjortdjur. IUCN kategoriserar arten globalt som livskraftig. Inga underarter finns listade i Catalogue of Life. Wilson & Reeder (2005) skiljer mellan tre underarter.
Arten når en kroppslängd (huvud och bål) av 70 till 113 cm, har en kort svans och väger 11 till 28 kg. Som hos andra muntjaker har hanar korta horn som är 12,5 till 15 cm långa och förlängda övre hörntänder. Mankhöjden varierar mellan 43 och 45 cm. Pälsen på ovansidan har en kastanjebrun färg och undersidans päls är vit. Honor som hölls i fångenskap i England var allmänt ljusare än hanar. I ansiktet förekommer långsträckta förhöjningar av benvävnad som är täckta med svarta hår. Från körtlarna framför ögonen avsöndras ett tjockt sekret som används som doftmärke. Svansen har en mörk ovansida och en vit undersida.
Detta hovdjur förekommer i sydöstra Kina från provinserna Gansu, Sichuan och Yunnan österut till havet. Arten lever även på Taiwan. Den lever i låglandet och i bergstrakter mellan 50 och 3500 meter över havet. Habitatet varierar mellan tropiska skogar i låglandet, tempererade skogar i bergstrakter och barrskogar samt ängar på höga höjder.
Individerna är främst aktiva på morgonen och på kvällen. I regioner där de kan leva ostörda är de mera dagaktiv. De lever ensam, i par eller i mindre grupper och har ett revir som är cirka 100 hektar stort. Reviren kan överlappa varandra. Muntiacus reevesi kan para sig hela året och dräktigheten varar 209 till 220 dagar. Honor blir könsmogna vid slutet av första levnadsåret.
Hanarna använder sina hörntänder under striden om rätten att para sig. Ungarna diar sin mor i ungefär 17 veckor. Födan utgörs främst av blad, bambu, frön, bark och frukter. I mindre mått ingår även ägg, småfåglar, små däggdjur och kadaver i födan.

## Bildgalleri

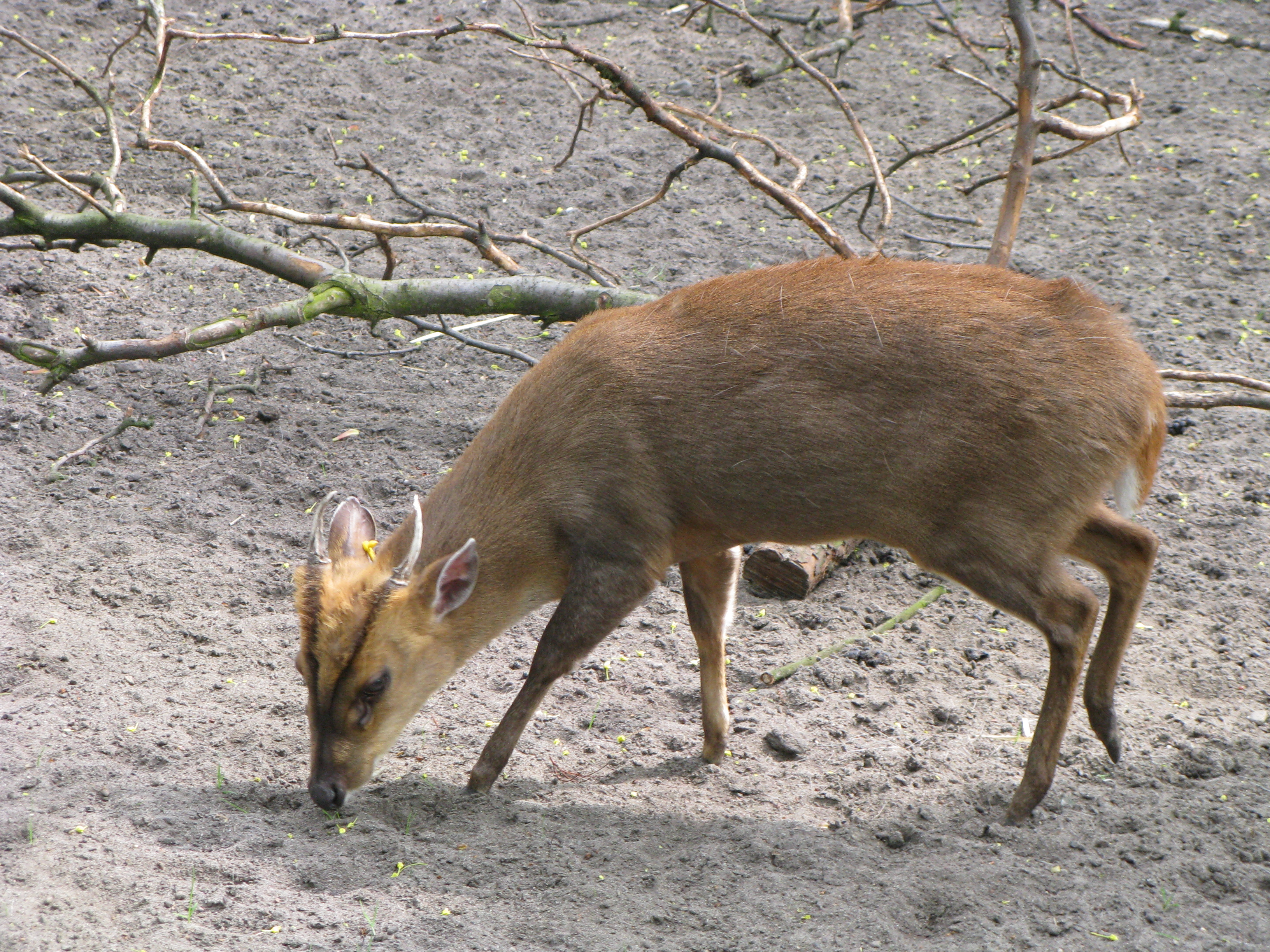
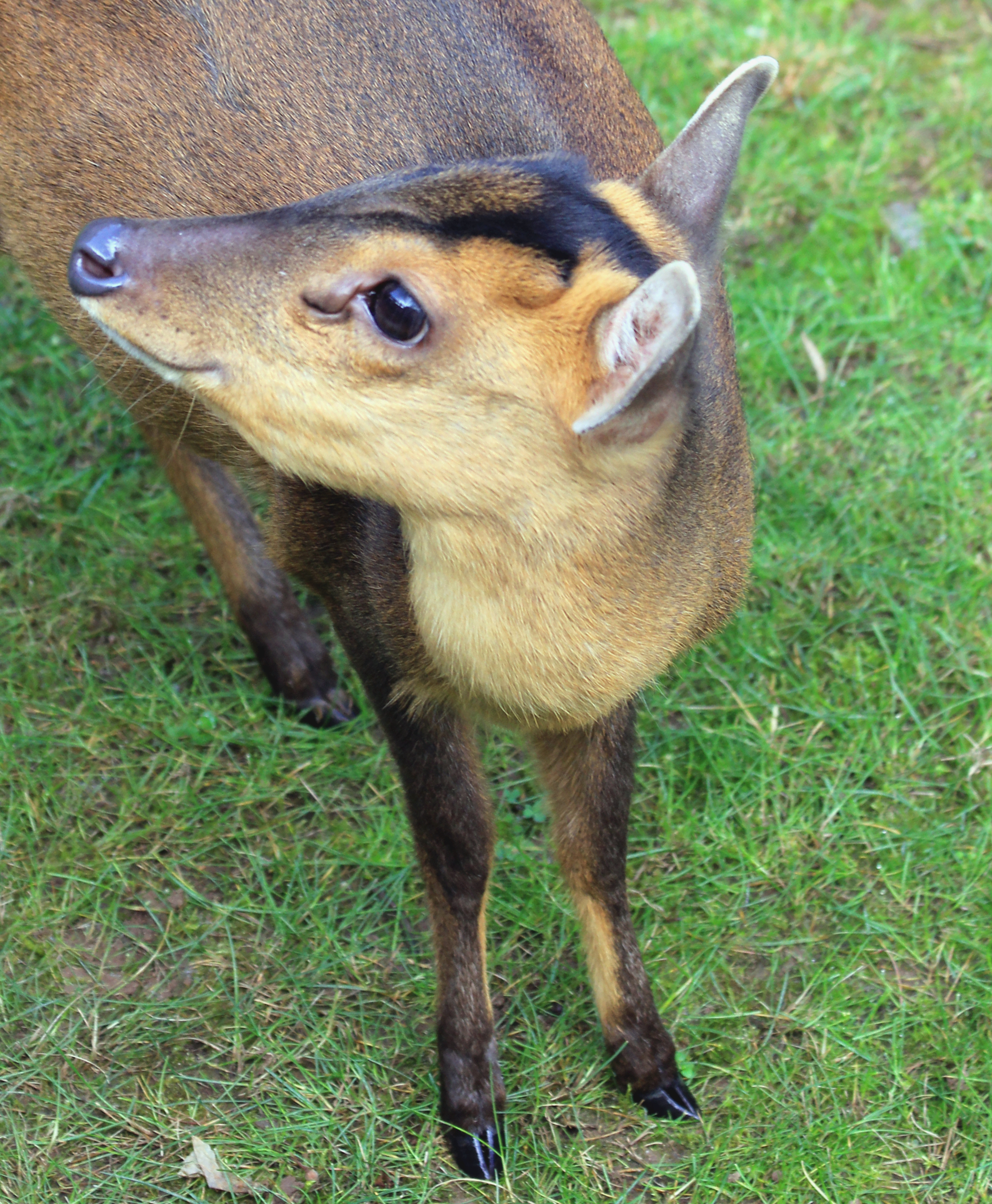
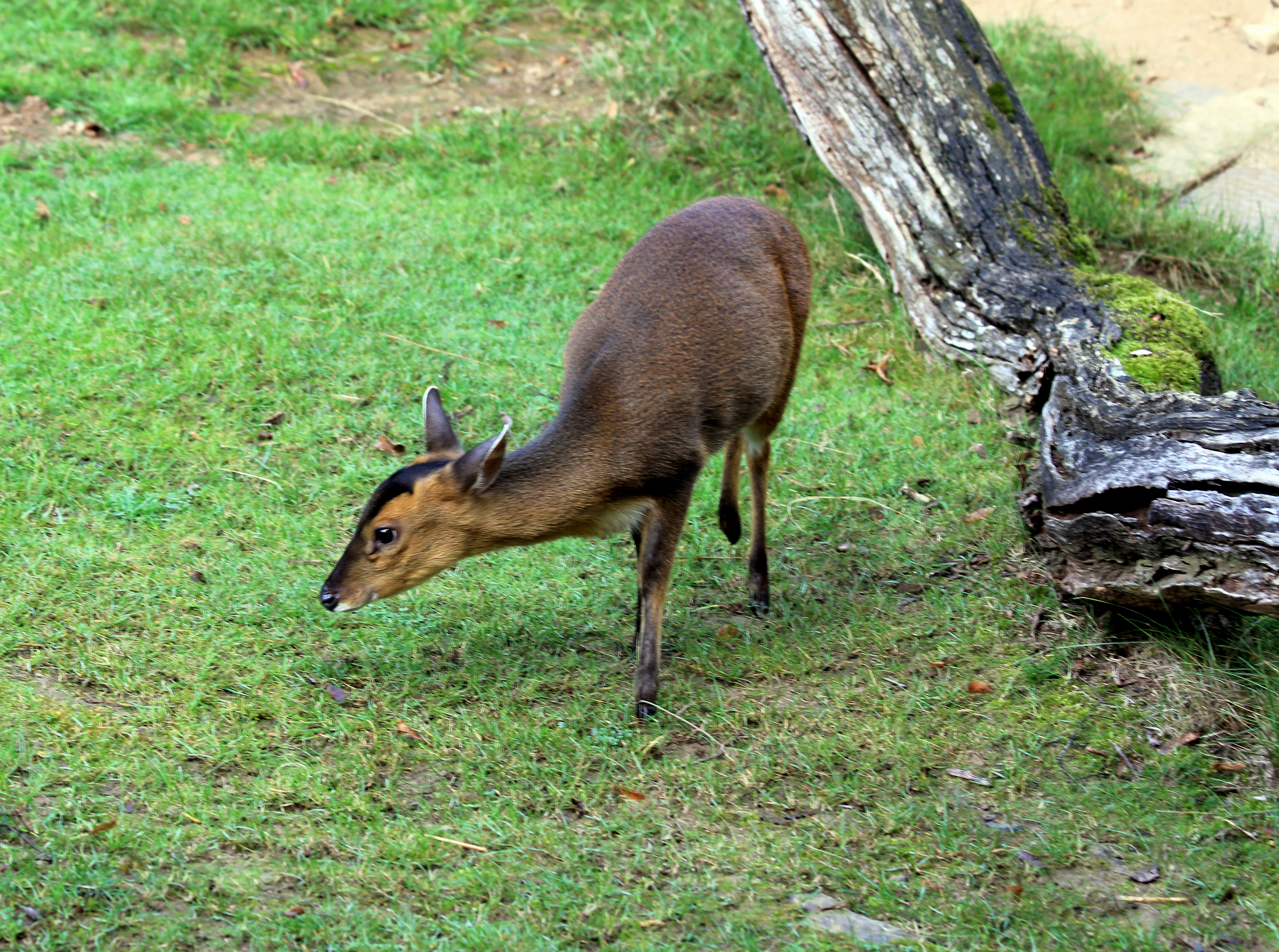
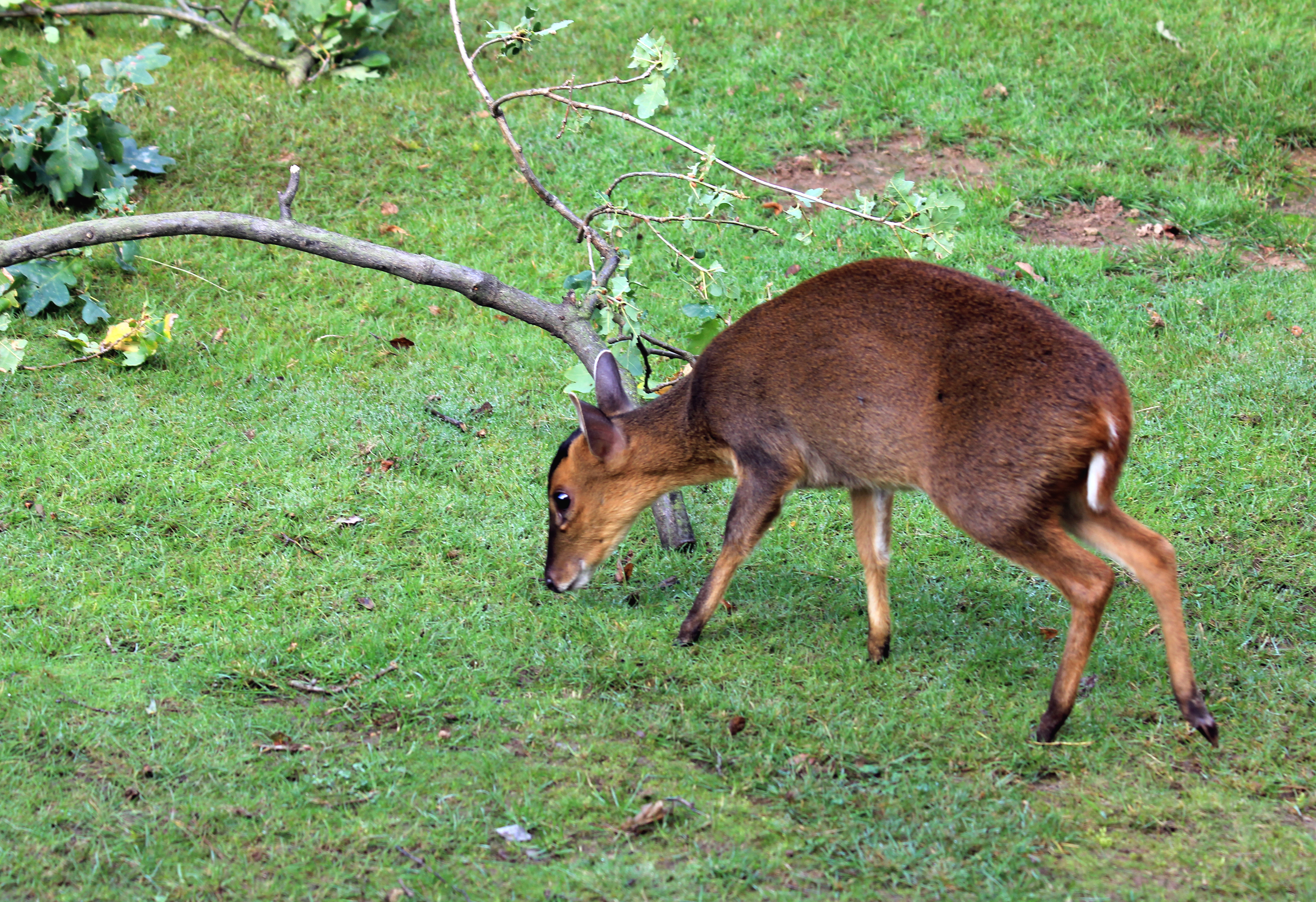
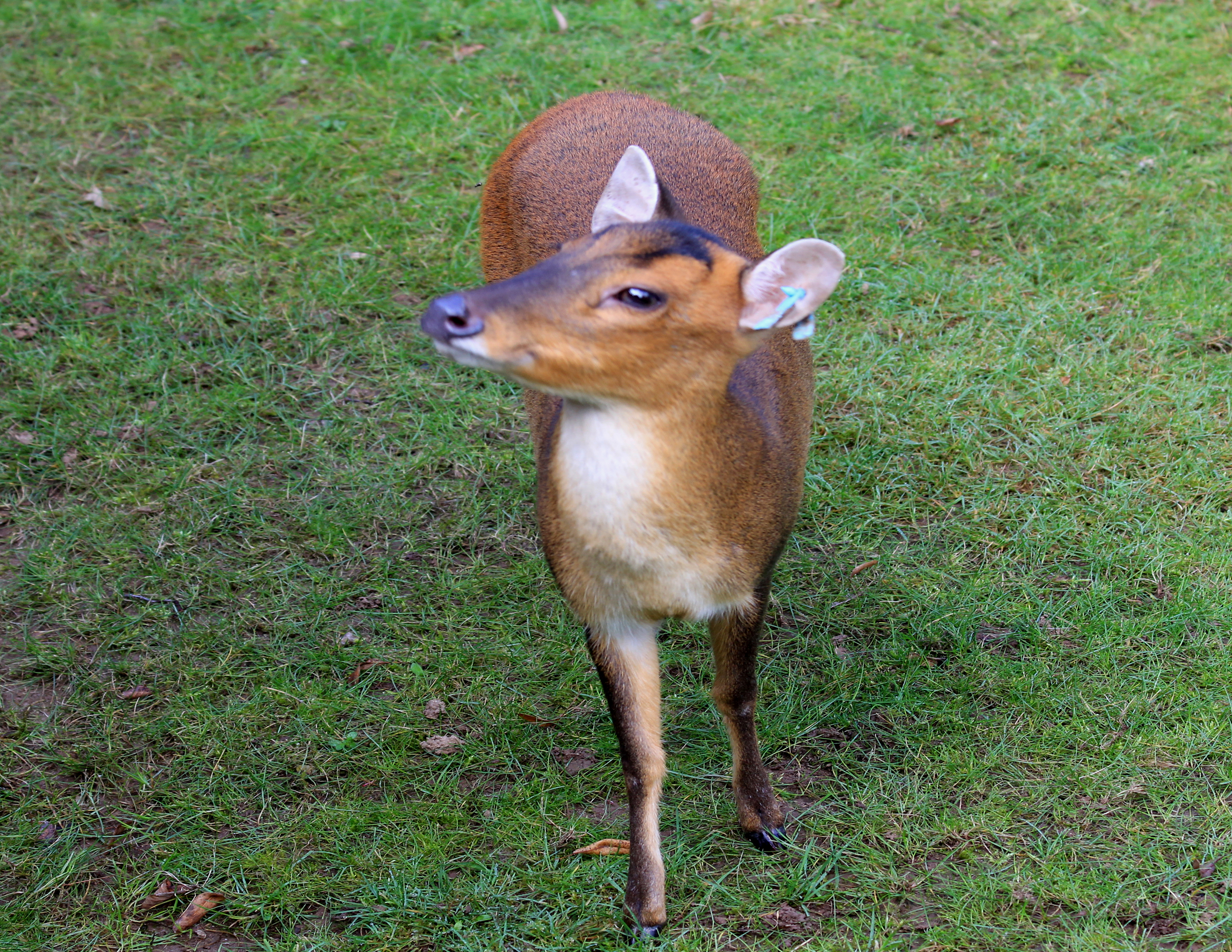
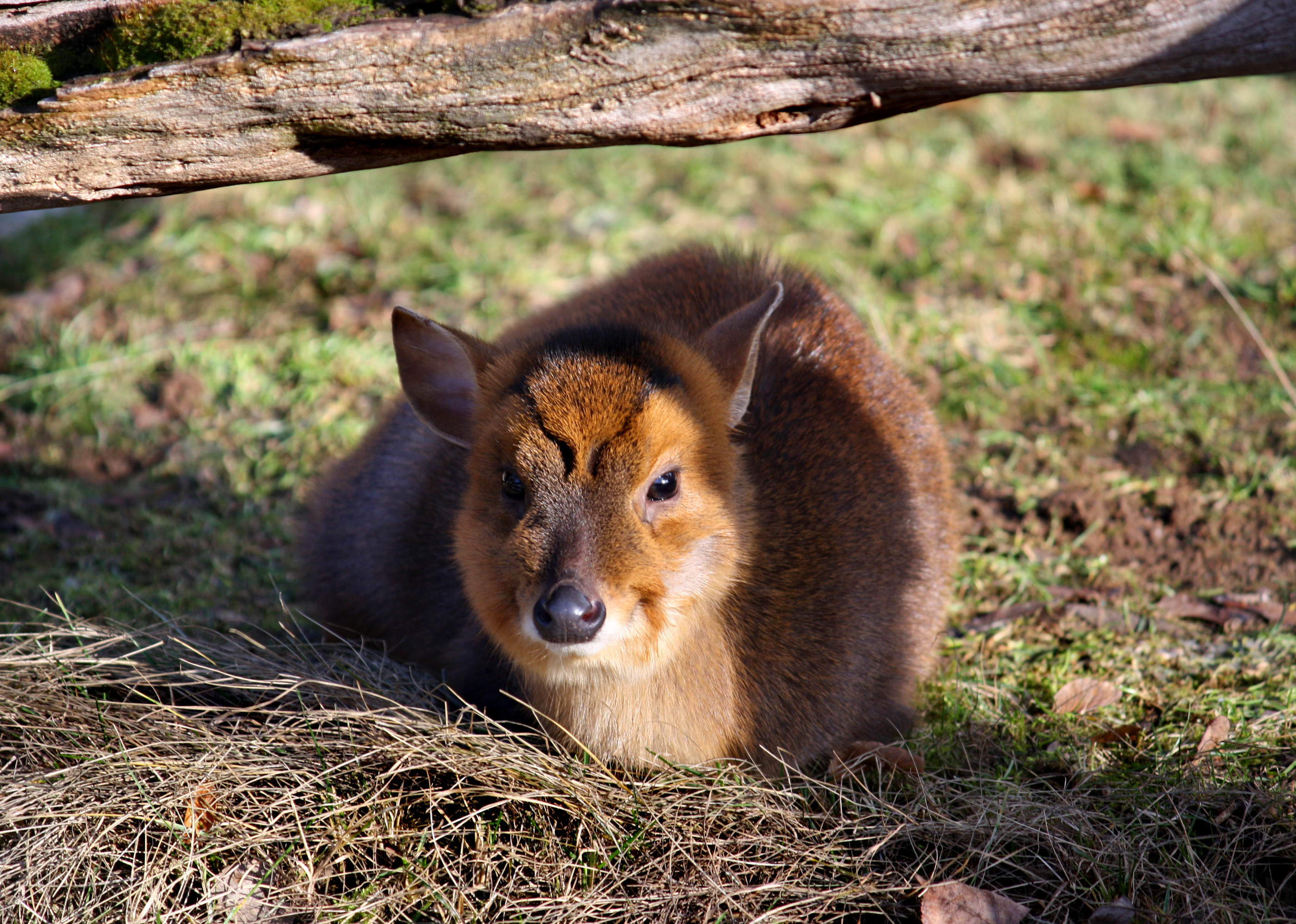